# Финляндия на «Евровидении-2000»
Финляндия участвовала в телевизионном конкурсе Евровидение-2000, который состоялся 13 мая в Глобен-арена в Стокгольме, Швеция. Страну представляла певица Нина Острём с песней A Little Bit ("Кусочек"), написанной Лукой Джента и Герритом аан'т Гоором. Это была первая финская заявка с 1976 года, написанная и исполненная на английском языке. Финляндия вернулась после вынужденного годового перерыва, связанного с плохим результатом на Евровидение-1998 в Бирмингеме, и, как следствие, низким средним баллом за предыдущие пять конкурсов. По итогам голосования Нина Острём заняла лишь 18-е место, набрав 18 очков. Данный результат привёл Финляндию к очередному вылету из конкурса и понижению до "пассивного участника". Поэтому A Little Bit стала предшественницей финской заявки на Евровидение-2002 Addicted to You в исполнении Лауры Вутилайнен.

## До «Евровидения»

### Национальный отбор
Начиная с самого первого участия Финляндии на Евровидение в 1961 году, финский вещатель Yleisradio (Yle) организовывал национальные отборы для выбора артиста и песни. В 2000 году данный способ отбора был продолжен. Национальный финал под названием Euroviisut состоялся в начале 2000 года и включал в себя два этапа. Первый этап Euroviisut был полуфиналом, который состоялся со 2 по 9 января 2000 года на Yle Radio Suomi. В течение недели полуфинала двенадцать песен было представлено в эфире радиостанции с тем, чтобы слушатели могли проголосовать за шесть из них для дальнейшего выхода в финал. Список участвующих в отборе песни был объявлен 28 декабря 1999 года, а 15 января 2000 года в программе Hotelli Sointu телеканала Yle TV1 были объявлены результаты голосования слушателей. Среди конкурсантов национального отбора была симфо-метал группа Nightwish, уже имевшая широкую известность в Финляндии.
| Порядок выступления | Исполнитель        | Название песни                             | Автор(ы)                                      | Голоса | Место |
| ------------------- | ------------------ | ------------------------------------------ | --------------------------------------------- | ------ | ----- |
| 1                   | Хайди Кирьё        | Taivas aukeaa                              | Вилле Пуса                                    | 486    | 8     |
| 2                   | In Tha Mix         | From the Heart                             | Чарльз Салтер, Ханну Коркеамяки               | 485    | 9     |
| 3                   | Санна Курки-Суонио | Laulaja                                    | Ассер Корхонен, Санна Курки-Суонио            | 197    | 12    |
| 4                   | Sisterhood         | Ordinary Life                              | Юкка Хиллберг, Йоуни Хиллберг, Маркку Никкиля | 970    | 3     |
| 5                   | Майки Грэн         | You Can't Have Everything (But You Got Me) | Аки Сиркесало                                 | 522    | 7     |
| 6                   | Nightwish          | Sleepwalker                                | Туомас Холопайнен                             | 1,217  | 1     |
| 7                   | Анна Эрикссон      | Oot voimani mun                            | Петри Лааксонен, Туркка Мали                  | 700    | 5     |
| 8                   | Arcadio            | Rauhan saan                                | Эду Кеттунен, Рик Келли, Энтони Литтл         | 473    | 10    |
| 9                   | The Reseptors      | Flower Child                               | Мирка Линдстрём, Ликса Лиикала, Тина Харрис   | 977    | 2     |
| 10                  | Nylon Beat         | Viha ja rakkaus                            | Ристо Асикайнен, Сипи Кастрен                 | 915    | 4     |
| 11                  | Нина Острём        | A Little Bit                               | Лука Джента, Геррит аан'т Гоор                | 672    | 6     |
| 12                  | Ultra Bra          | Kaikki on hetken tässä                     | Анни Синнемяки, Керкко Коскинен               | 448    | 11    |

Финал Euroviisut 2000 состоялся 12 февраля в отеле Лорд Хельсинки. Ведущими были Яни Юнтунен и Сильвия Модиг. Победитель из шести заявок был определён комбинацией голосов жюри, состоявшего из десяти человек и голосов телезрителей. Хотя телезрители присудили победу композиции Sleepwalker группы Nightwish, жюри вывело на первое место композицию Viha ja rakkaus группы Nylon Beat. Однако при сложении всех голосов победу одержала Нина Острём с песней A Little Bit, набравшая 91 балл. Именно она и была выбрана представителем Финляндии на Евровидение-2000.

## На «Евровидении»
Согласно правилам конкурса Евровидение-2000 к участию допускаются страна-победительница прошлого выпуска, члены клуба "большой четвёрки" (Великобритания, Германия, Испания и Франция), 13 стран, имеющих высокий средний балл по итогам прошлых пяти конкурсов и те страны, которые не участвовали в предыдущем выпуске, но транслировали его. Поскольку Финляндия не принимала участие в Евровидение-1999, но транслировала его, то она была допущена к участию в 2000 году. Нина Острём выступала под номером 20, между Македонией и Латвией. По итогам голосования она заняла лишь 18-е место, набрав 18 очков и разделив данный результат с Испанией. Из-за этого Финляндия выбыла из состава Евровидение-2001 и была понижена до "пассивного участника". 12 очков финские телезрители присудили стране-дебютантке Латвии. 5 очков Финляндия присудила России. Россия не присудила Финляндии ни одного очка.